# Elisabeth Müller (Dramatikerin)
Elisabeth Müller (* 6. März 1827; † 6. März 1898 in Stuttgart) war eine deutsche Schriftstellerin.

## Leben
Elisabeth Müller wurde 1827 als Tochter eines wohlhabenden Kaufmanns geboren und erhielt eine für ihre Zeit sehr gute Ausbildung. Nach der zweiten Heirat ihres Vaters verließ sie das Elternhaus und begann eine Ausbildung als Lehrerin, die sie mit dem Staatsexamen abschloss. Sie wurde in den folgenden Jahren als Lehrerin in privaten und öffentlichen Schulen im In- und Ausland tätig, bis sie schließlich begann, ihr Geld als Schriftstellerin zu verdienen.
Ab 1881 lebte sie als freie Schriftstellerin u. a. in Freiburg im Breisgau, wo sie unter dem Pseudonym „E. Meruéll“ Dramen veröffentlichte. Sie verfasste auch Jugendschriften, Romane, Novellen und Märchen und schrieb eine Biografie über Peter Rosegger. Zudem übersetzte sie aus dem Englischen und Französischen. Im Jahr 1895 zog sie nach Stuttgart um, wo sie 1898 an den Folgen eines Schlaganfalls starb.

## Werke
- Märchen auf der Wanderschaft. Kiepert, Freiburg 1881.
- Anna von Cleve oder Die Gürtelmagd der Königin. Drama in fünf Aufzügen. Greiner, Stuttgart 1881.
- Otto der Große. Drama in fünf Akten. Greiner & Pfeifer, Stuttgart 1881.
- Taube und Habicht. Roman. Rothermel, Schaffhausen 1883.
- Ein Haar am Handschuhknopf. Lustspiel in 5 Aufzügen, mit Zugrundelegung eines französischen Motivs. Bischkopf, Wiesbaden 1887.
- Neue Märchen für die liebe Jugend (1892)[1]
- Vom Hirtenstab zur Feder, ein Lebensbild von P. K. Rosegger. Pichler, Wien 1885.